# Keeler (cràter marcià)
|  | No s'ha de confondre amb el cràter lunar Keeler (cràter). |

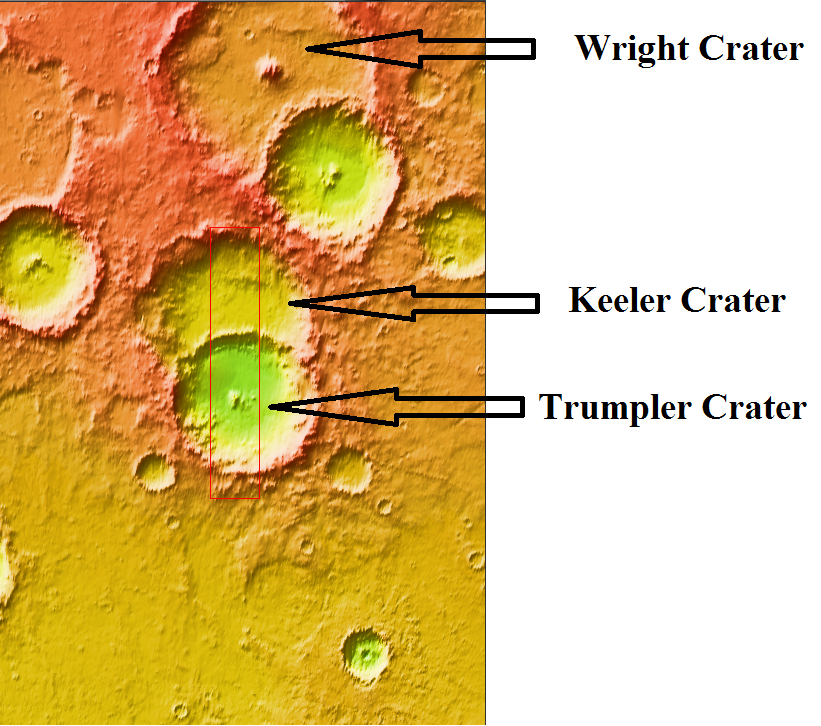
Diagrama ensenyant la localització dels cràters Wright, Keeler i Trumpler.

Keeler és un cràter d'impacte del planeta Mart situat al sud del cràter Wright i al nord de Trumpler, un cràter nou que ocupa bona part del diàmetre de Keeler, a 61.0° sud i 151.3° oest. L'impacte va causar un clavill de 95 quilòmetres de diàmetre. El nom va ser aprovat el 1973 per la Unió Astronòmica Internacional, en honor de l'astrònom nord-americà James Edward Keeler (1857 - 1900).